# Valdepiélago (kommunhuvudort)
Valdepiélago är en kommunhuvudort i Spanien.   Den ligger i provinsen Provincia de León och regionen Kastilien och Leon, i den norra delen av landet, 300 km nordväst om huvudstaden Madrid. Valdepiélago ligger 1 040 meter över havet och antalet invånare är 431.
Terrängen runt Valdepiélago är kuperad. Runt Valdepiélago är det mycket glesbefolkat, med 7 invånare per kvadratkilometer. Närmaste större samhälle är Boñar, 6,0 km öster om Valdepiélago. Trakten runt Valdepiélago består i huvudsak av gräsmarker.